# Sebastian Messal

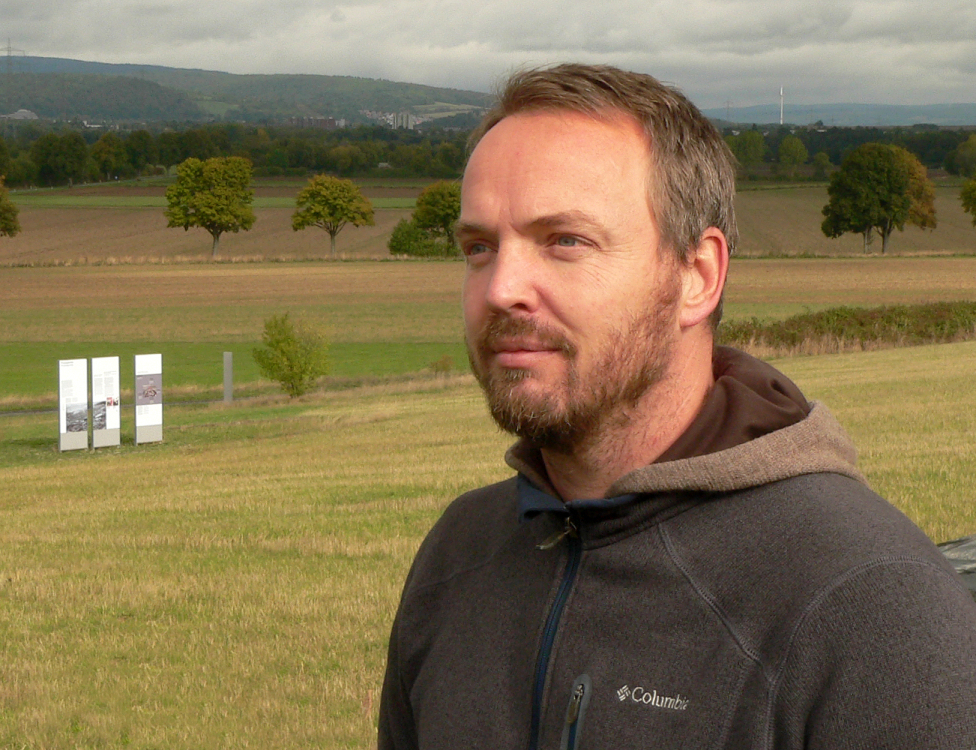
Sebastian Messal auf dem Gelände der Reichserntedankfeste, 2022

Sebastian Messal  (* 21. Juni 1977 in Schwerin) ist ein deutscher prähistorischer Archäologe. Er gehört dem Verband der Landesarchäologen an.

## Werdegang
Sebastian Messal studierte von 1997 bis 2002 Ur- und Frühgeschichte, Geologie und Anthropologie an der Universität Kiel, 2000 bis 2001 studierte er Ur- und Frühgeschichte sowie Klassische Archäologie an der Universität Lund in Schweden. 2003 erwarb er sein Diplom zu Burgen im Baltikum von der frühen Metallzeit bis ins Mittelalter an der Universität Kiel. Von 2003 bis 2006 war er wissenschaftlicher Mitarbeiter am Landesamt für Kultur und Denkmalpflege Mecklenburg-Vorpommern in Schwerin. Eine weitere Arbeitsstation war das Niedersächsische Institut für historische Küstenforschung in Wilhelmshaven. Von 2007 bis 2013  war Messal als wissenschaftlicher Mitarbeiter bei der Römisch-Germanischen Kommission des Deutschen Archäologischen Instituts in Frankfurt am Main tätig. 2008 promovierte er mit einer von Hauke Jöns betreuten Dissertation an der Universität Rostock zum Burgwall Glienke als einer slawischen Burg des 9. und 10. Jahrhunderts im östlichen Mecklenburg. Ab 2013 war Messal als wissenschaftlicher Mitarbeiter am Deutschen Archäologischen Institut in Berlin im Referat Kulturgüterschutz beschäftigt. 2019 und 2020 leitete er die Ausgrabungen auf der slawischen Jaromarsburg bei Kap Arkona auf der Insel Rügen.
Seit dem 1. März 2022 gehört Messal der Abteilung Archäologie des Niedersächsischen Landesamtes für Denkmalpflege an, wo er das Regionalreferat Hannover leitet. In der Nachfolge des in den Ruhestand getretenen Friedrich-Wilhelm Wulf ist er für das Gebiet des früheren Regierungsbezirks Hannover zuständig. In seine Zuständigkeit fallen unter anderem Forschungen zur 2021 entdeckten Burg Woldenbruch bei Sottrum im Landkreis Hildesheim und zum Reichserntedankfestgelände bei Hameln.
Messal ist innerhalb des Verbandes der Landesarchäologen Vertreter für die Kommission Kommunalarchäologie. Seine Forschungsschwerpunkte sind frühmittelalterliche Archäologie in Nord- und Ostmitteleuropa sowie geomagnetische Prospektionen von ur- und frühgeschichtlichen Denkmälern.

## Veröffentlichungen (Auswahl)
- The Daugava waterway as a communication route to the east (9th-12th centuries) in: Offa, Band 58, 2001, S. 71–80
- Ein slawischer Adelssitz des 9. und 10. Jahrhunderts bei Glienke, Lkr. Mecklenburg-Strelitz. In: Die Autobahn A20 – Norddeutschlands längste Ausgrabung: Archäologische Forschungen auf der Trasse zwischen Lübeck und Stettin., Schwerin 2005, S. 153–160.
- Friedrichsruhe. Eine slawische Burg im südwestlichen Mecklenburg., 2013 (Online)
- Die mittelalterliche Stadtwüstung von Altkalen, Lkr. Rostock: erste Ergebnisse der geomagnetischen Prospektionen in: Bodendenkmalpflege in Mecklenburg-Vorpommern Band 62, 2014, S. 129–144
- Glienke. Eine slawische Burg im östlichen Mecklenburg, Wiesbaden, 2015 (Dissertation)
- Imitationen karolingisch-ottonischer Vorbilder?: zwei runde Bleianhänger mit Kreuzmotiv und Leiterbandkreis aus Rostock-Dierkow in: Archäologisches Korrespondenzblatt Band 47, 2017, S. 549–562
- Auf der Suche nach dem ältesten Hafen Rostocks. Archäologische Untersuchungen auf dem frühmittelalterlichen Seehandelsplatz am Primelberg in Rostock-Dierkow, Wilhelmshaven, 2019 (Online)